# Майкъл Ян Фрийдман
Майкъл Ян Фрийдман (на английски: Michael Jan Friedman) е американски писател на романи и комикси в жанра научна фантастика, и на документалистика. В началото на кариерата си е писал под псевдонима Мики Фрийдман (на английски: Mickey Friedman).

## Биография и творчество
Майкъл Ян Фрийдман е роден на 7 март 1955 г. в Ню Йорк, САЩ.
Майкъл Ян Фрийдман е автор на общо около 70 романа. Голяма част от книгите му са включени в многообемната тематична фантастична поредица „Стар Трек“, по която пише от 1989 г. Над 10 романа са били включени в списъците на бестселърите на „Ню Йорк Таймс“.
Освен романи Фрийдман пише комикси за „DC Comics“ (около 180 истории), и сценарии за телевизионна мрежа, кабелна телевизия и радио.
Майкъл Ян Фрийдман живее със съпругата си и двамата си сина в Лонг Айлънд, Ню Йорк.

## Произведения

### Като Майкъл Ян Фрийдман

#### Самостоятелни романи
- The Glove of Maiden's Hair (1987)
- Magic Mirror (1988)
- Батман и Робин, Batman & Robin: The Novelization (1997)
- The Wolf Man: Hunter's Moon (2006)
- Tomorrow Men: The Ultimates (2006)
- Fight The Gods (2011)

#### Серия „Видар“ (Vidar)
1. The Hammer and the Horn (1985)
2. The Seekers and the Sword (1985)
3. The Fortress and the Fire (1988)

#### Серия „Супермен“ (Superman)
1. Exile (1996)
2. First Flight (2000)
3. Justice League: Wings of War (2012)

#### Серия „Мистерията Макстла Колуа“ (Maxtla Colhua Mystery)
1. Aztlan: The Last Sun (2012)
2. Aztlan: The Courts Of Heaven (2012)

#### Серия „Лордът на Локандия“ (Laird of Lochandee)
Innocence (2012) – в съавторство с Боб Грийнбъргър

#### Общи серии с други писатели

##### Серии „Стар Трек“ (Star Trek)

###### Серия „Стар Трек: Оригиналният сериал“ (Star Trek: The Original Series)
45. Double, Double (1989)
56. Legacy (1991)
58. Лицата на огъня, Faces of Fire (1992)
59. Без наследство, The Disinherited (1992) – с Питър Дейвид и Робърт Грийнбъргър
85. Republic (1998)
86. Constitution (1998)
87. Enterprise (1999)
от серията има още 132 романа от различни автори

###### Серия „Стар Трек: Следващата генерация“ (Star Trek: The Next Generation)
9. A Call to Darkness (1989)
12. Doomsday World (1990) – с Кармен Картър, Питър Дейвид и Робърт Грийнбъргър
15. Fortune's Light (1991)
32. Requiem (1994) (with Kevin Ryan)
56. The First Virtue (1999) – с Кристи Голдън
- Reunion (1991)
- Relics (1992)
- Star Lost (1993)
- The Best of Star Trek The Next Generation (1994) – с Джон Де Ланси и Пабло Маркус
- All Good Things (1994)
- Crossover (1995)
- Kahless (1996)
- Planet X (1998)
- Q's Guide to the Continuum (1998) – с Питър Дейвид и Робърт Грийнбъргър
- The Valiant (2000)
- Pantheon (2003)
- The Hand of Kahless (2004) – с Джон М.Форд
- Death in Winter (2005)

от серията има още 112 романа от различни автори

###### Серия „Стар Трек: Разни“ (Star Trek: Miscellaneous)
- The Modala Imperative (1992)
- Shadows on the Sun (1993)
- Starfleet Year One (2001)
- New Worlds, New Civilizations (2012)

от серията има още 105 романа от различни автори

###### Серия „Стар Трек: Академия на Звездната флота-ТНГ“ (Star Trek: Starfleet Academy-TNG)
6. Mystery of the Missing Crew (1995)
7. Secret of the Lizard People (1995)
от серията има още 12 романа от различни автори

###### Серия „Стар Трек: Дълбок космос 9“ (Star Trek: Deep Space Nine)
18. Saratoga (1996) – с Марк А. Гарланд
20. Wrath of the Prophets (1997) – с Питър Дейвид и Робърт Грийнбъргър
от серията има още 62 романа от различни автори

###### Серия „Стар Трек: Вояджър“ (Star Trek: Voyager)
- Day of Honor (1997) – с Джери Тейлър

от серията има още 45 романа от различни автори

###### Серия „Стар Трек: Ден на честта“ (Star Trek: Day of Honor)
3. Her Klingon Soul (1997)
от серията има още 3 романа от различни автори

###### Серия „Стар Трек: Капитан Тейбъл“ (Star Trek: Captain's Table)
2. Dujonian's Hoard (1998)
от серията има още 6 романа от различни автори

###### Серия „Стар Трек: Старгейзър“ (Star Trek: Stargazer)
1. Gauntlet (2002)
2. Progenitor (2002)
3. Stargazer Three (2003)
4. Oblivion (2003)
5. Enigma (2004)
6. Maker (2004)

##### Серия „След Земята“ (After Earth)
- A Perfect Beast (2013) – в съавторство с Питър Дейвид и Робърт Грийнбъргър

5. Savior (2013)
6. Atonement (2013)

##### Серия „Уишбон“ (Wishbone) – детска серия

###### Серия „Уишбон“ (Wishbone)
1. The Mutt in the Iron Muzzle (1997)
5. Hunchdog of Notre Dame (1997)
от серията има още 18 романа от различни автори

###### Серия „Мистериите на Уишбон“ (Wishbone Mysteries)
5. The Stolen Trophy (1998)
16. The Sirian Conspiracy (1999)
от серията има още 19 романа от различни автори

##### Серия „Х-Мен“ (X-Men)
- The Chaos Engine Book 1 (2000)
- Shadows of the Past (2000)

от серията има още 40 романа от различни автори

##### Серия „Лара Крофт: Томб Райдър“ (Lara Croft: Tomb Raider)
- Tomb Raider Tech Manual (2001)

от серията има още 5 романа от различни автори

##### Серия „Извънземни“ (Aliens)
1. Original Sin (2005)
Aliens: Първороден грях, изд. „Студио-Арт-Лайн“ (2011), прев.

от серията има още 26 романа от различни автори

##### Серия „Хищникът“ (Predator)
- Flesh And Blood (2007) – с Робърт Грийнбъргър

от серията има още 10 романа от различни автори

#### Новели
- Demon Circle (2011) – в съавторство с Питър Дейвид, Робърт Грийнбъргър, Глен Хауман и Аарон Розенберг

благотворително издание в полза на Фонда за правна защита на писателите на комикси

#### Документалистика
- Ghost Hunting (2007) – с Джейсън Хаус и Грант Уилсън
- Seeking Spirits (2009) – с Джейсън Хаус и Грант Уилсън

### Като Мики Фрийдман

#### Самостоятелни романи
- Hurricane Season (1983)
- The Fault Tree (1984)
- Paper Phoenix (1986)
- Venetian Mask (1987)
- Rip Tide (1994)

#### Серия „Мистериите на Джорджия Ли Максуел“ (Georgia Lee Maxwell Mystery)
1. Magic Mirror (1988) – издадена и като „Deadly Reflections“
2. A Temporary Ghost (1989)

#### Документалистика
- The Crown Crime Companion: The Top 100 Mystery Novels of All Time (1995) с Ото Пенцлер